# Santa Eufemia (Cordoue)
Pour les articles homonymes, voir Santa Eufemia.
Santa Eufemia est une ville d’Espagne, dans la province de Cordoue, communauté autonome d'Andalousie.